# Система екстремального регулювання
Систе́ма екстрема́льного регулюва́ння — система автоматичного регулювання, призначена для пошуку і підтримки вхідних параметрів об'єкта на рівнях, що забезпечують екстремальне значення вихідної величини (показника якості).

## Принцип регулювання
Критерієм якості регулювання, який зазвичай називається цільовою функцією, показником екстремуму або екстремальною характеристикою, може бути або безпосередньо вимірювана фізична величина (наприклад, температура, електричний струм, електрична напруга, тиск тощо), або обчислюваний показник (наприклад, коефіцієнт корисної дії, продуктивність тощо). Екстремальне регулювання здійснюється в умовах невизначеності відносно поведінки об'єкту керування. Тому при екстремальному регулювання спочатку отримують необхідну вихідну інформацію про об'єкт (для цього на керований об'єкт подаються пробні дії, вивчається реакція об'єкту на ці дії і вибираються ті з них, які змінюють цільову функцію в потрібному напрямі), а потім на основі отриманої інформації виробляють робочі дії, що забезпечують досягнення екстремуму критерію якості.

## Структура системи екстремального регулювання
Система екстремального регулювання розглядається як сукупність екстремального регулятора і об'єкта екстремального регулювання.
Екстремальним регулятором називається автоматичний регулятор, що виробляє керувальні дії на об'єкт. Екстремальні регулятори призначені для керування такими об'єктами, в яких залежність показника якості функціонування від регулюючої дії має один екстремум (максимум або мінімум). Якість роботи регулятора визначають величина і частота пробних дій, величина і швидкість варіацій регулювальних (робочих) впливів, чутливість тощо.
Об'єкти екстремального регулювання можна класифікувати за такими ознаками:
- кількість керувальних (оптимізаційних) параметрів;
- кількість екстремумів характеристики об'єкта;
- обсяг інформації про об'єкт;
- інерційність об'єкта.

За принципом керування розрізняють системи екстремального регулювання:
- розімкнуті (ґрунтуються на принципі керування за збуренням);
- замкнуті (ґрунтуються на принципі від'ємного зворотного зв'язку);
- комбіновані (поєднують обидва принципи одночасно).

## Характеристики
Найважливішими показниками, що характеризують якість функціонування систем екстремального регулювання, є:
- для статичних об'єктів — час пошуку екстремуму (швидкодія системи екстремального регулювання) і відхилення величини, що оптимізується, від екстремального значення в сталому режимі (так звані втрати на пошук);
- для динамічних об'єктів, окрім вже вказаних вище, — вимоги до характеру перехідного процесу пошуку (монотонність, відсутність перерегулювання тощо).

Є різні методи (принципи) пошуків екстремумів, такі як : метод вимірювання похідної, метод градієнта, метод найшвидшого спуску, метод випадкових пошуків, метод Гауса — Зейделя та інші.
Вибір конкретної конфігурації системи автоматичного регулювання як правило, тісно пов'язаний із специфікою об'єкту керування.
Подібні системи знаходять своє застосування в об'єктах, що характеризуються екстремальною статичною характеристикою з дрейфуючою точкою екстремуму.